# 66-й Венецианский кинофестиваль
66-й Венецианский международный кинофестиваль проходил в Венеции, Италия со 2 по 12 сентября 2009 года. Жюри основной конкурсной программы возглавлял известный китайский режиссёр Энг Ли.
Российские фильмы не участвовали в основной конкурсной программе кинофестиваля. Российский альманах «Короткое замыкание» был приглашён в программу «Горизонты». Кроме того, вне конкурса в документальной секции «Горизонтов» был показан фильм Александра Сокурова «Блокадные дневники» («Читая блокадную книгу»), а в конкурсе короткого метра — лента Мурада Ибрагимбекова «Объект номер один».

## Жюри

### Основной конкурс

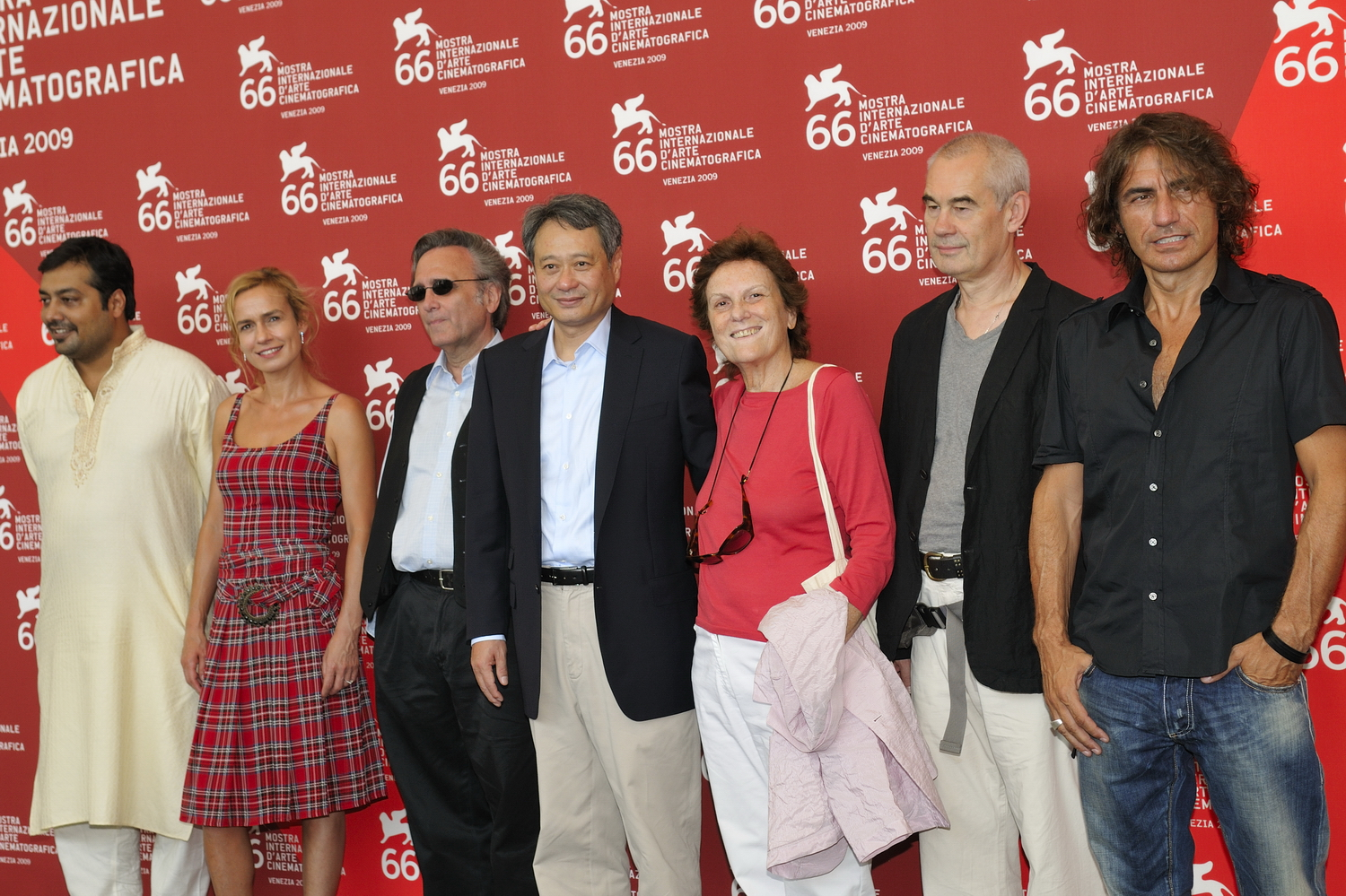
Жюри основного конкурса 66-го Венецианского международного кинофестиваля

- Энг Ли, режиссёр, сценарист ( Китайская Республика) — председатель
- Сергей Бодров (старший), режиссёр, сценарист ( Россия)
- Сандрин Боннер, актриса ( Франция)
- Джо Данте, режиссёр ( США)
- Лилиана Кавани, режиссёр, сценарист ( Италия)
- Анураг Кашьяп, режиссёр, сценарист, актёр ( Индия)
- Лучано Лигабуэ, рок-исполнитель, режиссёр, сценарист ( Италия)

### Конкурс короткометражных фильмов
- Стюарт Гордон, режиссёр, сценарист ( США)
- Стив Риччи, преподаватель и исследователь кинематографа ( США)
- Ситора Алиева, программный директор фестиваля «Кинотавр» ( Россия)

## Конкурсная программа
| Название на русском языке                           | Название на языке оригинала              | Режиссёр            | Производство                          |
| 36 видов с пика Сен-Лу                              | 36 vues du Pic Saint-Loup                | Жак Риветт          | Франция                               |
| Баария                                              | Baaria — La porta del vento              | Джузеппе Торнаторе  | Италия                                |
| Белое пространство                                  | Lo spazio bianco                         | Франческа Коменчини | Италия                                |
| Белый материал                                      | White Material                           | Клэр Дени           | Франция                               |
| Бессмертие мертвецов                                | Survival of the Dead                     | Джордж Ромеро       | США                                   |
| Большая мечта                                       | Il grande sogno                          | Микеле Плачидо      | Италия                                |
| Господин Никто                                      | Mr. Nobody                               | Жако Ван Дормаль    | Канада · Бельгия · Франция · Германия |
| Двойное время                                       | La doppia ora                            | Джузеппе Капотонди  | Италия                                |
| Дорога                                              | The Road                                 | Джон Хиллкоут       | США                                   |
| Женщины без мужчин                                  | زنان بدون مردان                          | Ширин Нешат         | Германия                              |
| Жизнь в военные времена                             | Life During Wartime                      | Тодд Солондз        | США                                   |
| Капитализм: История любви                           | Capitalism: A Love Story                 | Майкл Мур           | США                                   |
| Душевная кухня                                      | Soul Kitchen                             | Фатих Акин          | Германия                              |
| Ливан                                               | לבנון                                    | Самуэль Маоз        | Израиль                               |
| Лурд                                                | Lourdes                                  | Джессика Хаузнер    | Австрия                               |
| Между двумя мирами                                  | අහසින් වැටෙයි                                 | Вимухти Джаясундара | Шри-Ланка                             |
| Одинокий мужчина                                    | A Single Man                             | Том Форд            | США                                   |
| Плохой полицейский: Пункт назначения — Новый Орлеан | Bad Lieutenant: Port of Call New Orleans | Вернер Херцог       | США                                   |
| Преследование                                       | Persécution                              | Патрис Шеро         | Франция                               |
| Принц слёз                                          | 淚王子                                   | Юньфань             | Китай                                 |
| Путешественник                                      | المسافر                                  | Ахмед Махер         | Египет                                |
| Случайность                                         | 意外                                     | Сой Чеанг           | Гонконг                               |
| Тэцуо: Человек — пуля                               | Tetsuo: The Bullet Man                   | Синъя Цукамото      | Япония                                |

## Фильмы вне конкурса
| Название на русском языке               | Название на языке оригинала      | Режиссёр                             | Производство           |
| Безумный спецназ                        | The Men who Stare at Goats       | Грант Хеслов                         | США                    |
| Бруклинские полицейские                 | Brooklyn’s Finest                | Антуан Фукуа                         | США                    |
| Валгалла: Сага о викинге                | Valhalla Rising                  | Николас Виндинг Рефн                 | Дания · Великобритания |
| Вечерний пингвин                        | よなよなペンギン                 | Ринтаро                              | Япония                 |
| Гулаал                                  | Gulaal                           | Анураг Кашьяп                        | Индия                  |
| Дев Д.                                  | Dev.D                            | Анураг Кашьяп                        | Индия                  |
| Дели-6                                  | दिल्ली 6                            | Ракеш Омпракаш Мехра                 | Индия                  |
| Доказательства для сицилийской трагедии | Prove per una Tragedia Siciliana | Роман Паска, Джон Туртурро           | Италия                 |
| Дыра                                    | The Hole                         | Джо Данте                            | США                    |
| Золото Кубы                             | L’Oro di Cuba                    | Джулиано Монтальдо                   | Италия                 |
| История игрушек 3D                      | Toy Story 3-D                    | Джон Лассетер                        | США                    |
| История игрушек 2 3D                    | Toy Story 2 3-D                  | Джон Лассетер, Ли Анкрич, Эш Брэннон | США                    |
| К югу от границы                        | South of the Border              | Оливер Стоун                         | США                    |
| Красные тени                            | Le Ombre Rosse                   | Франческо Мазелли                    | Италия                 |
| Неаполь, Неаполь, Неаполь               | Napoli Napoli Napoli             | Абель Феррара                        | Италия                 |
| Репортаж 2                              | [REC 2]                          | Жауме Балагеро, Пако Пласа           | Испания                |
| Стукач                                  | The Informant!                   | Стивен Содерберг                     | США                    |
| Франция                                 | Francia                          | Адриан Каэтано                       | Аргентина              |
| Чэнду, я люблю тебя                     |                                  | Фрут Чан, Цуй Цзянь                  | Китай                  |
| Шехерезада, расскажи мне сказку         |                                  | Юсри Насралла                        | Египет                 |

## Официальные награды
- Золотой лев за лучший фильм — «Ливан» Самуэля Маоза
- Серебряный лев лучшему режиссёру — Ширин Нешат за фильм «Женщины без мужчин»
- Специальный приз жюри — «Душевная кухня» Фатиха Акына
- Кубок Вольпи за лучшую мужскую роль — Колин Фёрт за роль в фильме «Одинокий мужчина»
- Кубок Вольпи за лучшую женскую роль — Ксения Раппопорт за роль в фильме «Двойное время»
- Премия Марчелло Мастроянни лучшему молодому актёру или актрисе — Жасмин Тринка за роль в фильме «Большая мечта»
- Озелла за лучший технический вклад — Сильви Оливе за фильм «Мистер Никто»
- Озелла за лучший сценарий — Тодд Солондц за фильм «Жизнь во время войны»
- Приз Международной федерации кинопрессы (ФИПРЕССИ) за лучший фильм конкурсной программы — «Лурд» Джессики Хаузнер
- Приз Международной федерации кинопрессы (ФИПРЕССИ) за лучший фильм параллельных секций — «По течению» Буй Тхак Тюена
- Приз Всемирной католической ассоциации по коммуникациям (SIGNIS) — «Лурд» Джессики Хаузнер
- Приз Всемирной католической ассоциации по коммуникациям (SIGNIS) — Особое упоминание — «Ливан» Самуэля Маоза
- Голубой лев — «Одинокий мужчина» Тома Форда